# Semiothisa ochrata
Semiothisa ochrata är en fjärilsart som beskrevs av W. Warren 1900. Semiothisa ochrata ingår i släktet Semiothisa och familjen mätare. Inga underarter finns listade i Catalogue of Life.